# Валерий Вальран
Валерий Вальран (Козиев, Валерий Николаевич) (27 августа 1949, Ижма Ухтинского района Коми АССР) — советский и российский художник-абстракционист, представитель ленинградского андеграунда, искусствовед, публицист, куратор.

## Биография
Валерий Козиев — художник, искусствовед, публицист, арт-критик, фотограф, известный под псевдонимом Вальран. Родился 27 августа 1949 года в семье политзаключенных на станции Ижма Ухтинского района Коми АССР.
В 1966 году поступил на математический факультет Ленинградского педагогического института. В 1972 году окончил факультет психологии Ленинградского государственного университета. В 1980 году защитил кандидатскую диссертацию по психологии.
С 1990 по 2014 год являлся сотрудником Государственного Русского музея (в 1994—2012 годах — заведующий отделом социально-психологических исследований).
Живописью занимается с 1970 года. Участник более 120 групповых и более 50 персональных выставок.
Автор книг: «Ленинградский андерграунд» (2003), «Музей и общество» (2015), «Советская фотография. 1917—1955» (2016), «Эссе о советском андеграунде» (2020) и др.
Живописные работы художника находятся в собраниях Русского музея, музея Эрарта, Государственного музея истории Санкт-Петербурга, Национальной галерее Республики Коми, музея Рёмерхолл (ФРГ), Музея современного искусства Джерси-Сити (США), Тверской областной картинной галерее, Ярославском художественном музее, Архангельском музее изобразительных искусств, Музея современных искусств им. С. П. Дягилева и др.

## Монографии
- Валъран В. Ленинградский андеграунд: Живопись, фотография, рок-музыка. СПб.: Изд. им. Н. И. Новикова, 2003. 80 с.
- Вальран В. Петербург Бориса Смелова. СПб., 2010.
- Валъран В. «Музей и общество» (2015),
- Валъран В. «Советская фотография. 1917—1955» (2016),
- Валъран В. «Эссе о советском андеграунде» (2020).
- Вальран В. Советская фотография. 1917—1955.Лимбус-Пресс, 2018. 352 с. ISBN 978-5-8370-0852-8
- Вальран В. Советская фотография. 1956—1986. СПб.: Фонд содействия развитию современной литературы «Люди и книги»; М.: Мультимедиа Арт Музей, 2023. 736 с., ил.[6] ISBN 978-5-6047884-2-4